# Melinaea rondonia
Melinaea rondonia är en fjärilsart som beskrevs av Brown 1977. Melinaea rondonia ingår i släktet Melinaea och familjen praktfjärilar. Inga underarter finns listade i Catalogue of Life.